# The Bonnie Blue Flag

Bonnie Blue Flag

Bonnie Blue Flag ist ein Marschlied, welches mit den Konföderierten Staaten von Amerika (CSA) in Zusammenhang gebracht wird.

## Geschichte
Der Text des Liedes wurde am 9. Januar 1861 von Harry McCarthy gedichtet, nachdem der Bundesstaat Mississippi an diesem Tag aus der Union (USA) ausgetreten war. An diesem Datum hisste Mississippi eine blaue Flagge mit dem einzelnen weißen Stern, als Zeichen der Trennung von der Union. Diese Flagge war allerdings bereits 1810 in der kurzlebigen Republic of West Florida verwendet worden.
Dieses Lied war eines der populärsten Lieder in den Konföderierten Staaten von Amerika während des Bürgerkriegs und war, neben Dixie, so etwas wie die inoffizielle Nationalhymne der Konföderation. Es wurde zum ersten Mal von Marion McCarthy, der Schwester des Komponisten, vorgestellt.
Soldaten der New Orleans Militärakademie sangen das Lied erstmals im September 1861. Von da an wurde es vor allem von Soldaten der Südstaaten gesungen und in verschiedenen Shows vorgeführt.

## Text
We are a band of brothers and native to the soil,
Fighting for the property we gained by honest toil;
And when our rights were threatened, the cry rose near and far,
"Hurrah for the Bonnie Blue Flag that bears a single star!"
Wir sind ein Bund von Brüdern und hier geboren,
Kämpfen für das Eigentum, erarbeitet durch ehrliche Mühe;
Und als unsere Rechte bedroht wurden, erhob sich der Schrei in Nah und Fern,
"Hurra für die hübsche blaue Flagge, welche einen einzelnen Stern trägt!"
Hurrah! Hurrah! For Southern rights hurrah!
Hurrah for the Bonnie Blue Flag that bears a single star.
As long as the Union was faithful to her trust,
Like friends and like brothers both kind were we and just;
But now, when Northern treachery attempts our rights to mar,
We hoist on high the Bonnie Blue Flag that bears a single star.
Hurrah! Hurrah! For Southern rights hurrah!
Hurrah for the Bonnie Blue Flag that bears a single star.
First gallant South Carolina nobly made the stand,
Then came Alabama, who took her by the hand;
Next quickly Mississippi, Georgia and Florida,
All raised on high the Bonnie Blue Flag that bears a single star.
Hurrah! Hurrah! For Southern rights hurrah!
Hurrah for the Bonnie Blue Flag that bears a single star.
Ye men of valor, gather round the banner of the right,
Texas and fair Louisiana join us in the fight;
Davis, our loved president, and Stephens statesman are,
Now rally round the Bonnie Blue Flag that bears a single star.
Hurrah! Hurrah! For Southern rights hurrah!
Hurrah for the Bonnie Blue Flag that bears a single star.
And here's to old Virginia, the Old Dominion State,
Who with the young Confederacy at length has linked her fate;
Impelled by her example, now other states prepare,
To hoist on high the Bonnie Blue Flag that bears a single star.
Hurrah! Hurrah! For Southern rights hurrah!
Hurrah for the Bonnie Blue Flag that bears a single star.
Then cheer, boys, cheer, raise the joyous shout,
For Arkansas and North Carolina now have both gone out;
And let another rousing cheer for Tennessee be given,
The single star of the Bonnie Blue Flag has grown to be eleven.
Hurrah! Hurrah! For Southern rights hurrah!
Hurrah for the Bonnie Blue Flag that bears a single star.
Then here's to our Confederacy, strong are we and brave,
Like patriots of old we'll fight our heritage to save;
And rather than submit to shame, to die we would prefer,
So cheer for the Bonnie Blue Flag that bears a single star.
Hurrah! Hurrah! For Southern rights hurrah!
Hurrah for the Bonnie Blue Flag that bears a single star.
Music: The Irish Jaunting Car
Für die ersten zwei Zeilen des Liedes gibt es eine Alternativ-Version:
We are a band of brothers, and native to the soil,
Fighting for our liberty with treasure, blood and toil.
Diese Version rückt den Kampf um die staatlichen Rechte in den Vordergrund, während die andere Version mehr auf Eigentumsrechte (d. h. Sklaven) hinweist.
Es ist immer noch umstritten, welches nun die historisch korrekte Version ist. Anhänger beider Versionen beschuldigen sich gegenseitig des Revisionismus.

## Version der Nordstaaten
Es gab ebenfalls einen Text, den Soldaten der Nordstaaten zu der gleichen Melodie sangen:
We're fighting for our Union,
We're fighting for our trust,
We're fighting for that happy land
Where sleeps our father dust.
It cannot be dissevered,
Though it cost us bloody wars,
We never can give up the land
Where floats the stripes and stars.
Wir kämpfen für die Union,
wir kämpfen für unser Vertrauen,
wir kämpfen für das frohe Land,
in dem uns're Väter ruhen.
Es kann nicht aufgegeben werden,
Selbst wenn es blutiger Kriege braucht
Wir können das Land niemals aufgeben,
wo die Sterne und Streifen wehen
Chorus: Hurrah, Hurrah,
For equal rights hurrah,
Hurrah for the good old flag
That bears the stripes and stars.
Chor: Hurrah, Hurrah,
Für gleiche Rechte hurrah,
Hurrah für die gute alte Flagge,
die die Sterne und Streifen trägt.
We trusted you as brothers,
Until you drew the sword,
With impious hands at Sumter
You cut the silver cord.
So now you hear the bugles,
We come the sons of Mars,
To rally round the brave old flag
That bears the stripes and stars.
Wir vertrauten Euch als Brüder,
bis ihr das Schwert zogt,
mit frevlerischer Hand in Sumter
teiltet ihr das silberne Band.
So jetzt hört ihr die Hörner,
wir Söhne des Mars kommen,
versammeln uns unter der guten alten Flagge,
die die Sterne und Streifen trägt.
Chorus
We do not want your cotton,
We do not want your slaves,
But rather than divide the land,
We'll fill your Southern graves.
With Lincoln for our chieftain,
We wear our country's stars,
And rally round the brave old flag
That bears the stripes and stars.
Chor:
Wir wollen Eure Baumwolle nicht,
wir wollen eure Sklaven nicht,
Bevor wir das land teilen lassen,
füllen wir die Gräber des Südens.
Mit Lincoln für unseren Führer,
tragen wir die Sterne des Landes,
versammeln uns unter der guten alten Flagge,
die die Sterne und Streifen trägt.
Chorus
We deem our cause most holy,
We know we're in the right,
And twenty million freemen
Stand ready for the fight.
Our pride is fair Columbia,
No stain her beauty mars,
On her we'll raise the brave old flag
That bears the stripes and stars.
Wir dienen einen heiligem Zweck,
wir wissen, dass wir im Recht sind,
Und zwanzig Millionen freie Männer,
stehn zum Kämpfen bereit.
Unser Stolz ist Columbia,
deren Schönheit nicht befleckt wird.
Auf ihr hissen wir die gute alte Flagge,
die die Sterne und Streifen trägt.
Chorus
And when this war is over,
We'll each resume our home,
and treat you still as brothers,
Where ever you may roam.
We'll pledge the hand of friendship,
and think no more of war,
but dwell in peace beneath the flag
That bears the stripes and stars.
Und wenn der Krieg vorbei sein wird,
kehren wir jeder nachhause zurück,
und behandeln Euch immer noch als Brüder,
wo immer Ihr auch seid,
Versammeln uns unter der guten alten Flagge,
die die Sterne und Streifen trägt.
Chorus

## Rezeption
- In dem Film Gods and Generals wird das Lied von Südstaatensoldaten im Feldlager gesungen. Auch in der preisgekrönten Fernsehserie Der Amerikanische Bürgerkrieg wird die Melodie an zahlreichen Stellen als Hintergrundmusik verwendet.
- Im Film Der letzte Befehl von 1959 wird das Lied zur Charakterisierung der Konföderierten eingesetzt. Zum einen wird es von einer artilleriebegleiteten Kavalleriekolonne konkret gesungen, zum anderen spielt es die Kapelle der Kadetten von der Militärakademie von Salt Springs beim Auszug in den Kampf. Musikalisch wird es durch den Filmkomponisten David Buttolph in Kampfszenen verwoben.
- Im Roman Vom Winde verweht von Margaret Mitchell nennt Rhett Butler seine Tochter "Bonnie Blue Butler"[3]
- Der Musiker Billy Idol nannte seine Tochter Bonnie Blue.[4]